# Michael Brinkley
Michael Brinkley (* 15. Oktober 1992 in Huntington Beach) ist ein US-amerikanischer Volleyballspieler.

## Karriere
Brinkley wurde von seinem Vater zunächst zum Baseball und Fußball gebracht, bevor er bei einem Zeltlager am Strand sein Interesse am Volleyball entdeckte. Er begann seine Karriere an der Edison High School und spielte außerdem beim Balboa Bay Volleyball Club. Von 2012 bis 2015 studierte er Soziologie an der UC Irvine. Dort war der Libero in der Universitätsmannschaft aktiv. 2013 spielte er mit der Nationalmannschaft der USA beim Pan American Cup und ein Jahr später gewann er in diesem Wettbewerb die Silbermedaille. 2015 nahm er mit dem US-Team an den Panamerikanischen Spielen in Toronto teil. 2016 stand er im Kader für die Weltliga. Im gleichen Jahr wurde er vom deutschen Bundesligisten SVG Lüneburg verpflichtet. Mit dem Verein erreichte er in der Saison 2016/17 im DVV-Pokal und den Bundesliga-Playoffs jeweils das Viertelfinale. Danach verließ er Lüneburg.